# Козак Антон Рафаїлович
Анто́н Рафаї́лович Козак (нар. 25 вересня 1948, с. Проскурівка Ярмолинецького району) — український педагог, краєзнавець.

## Життєпис
Антон Рафаїлович народився 25 вересня 1948 року у селі Проскурівка Ярмолинецького району. Серед сільських пейзажів пройшло його дитинство. Першу свою нагороду, золоту медаль, отримав як закінчив середню школу. Ще в шкільні роки захоплювався фізикою, тому поступив на фізико-математичний факультет Кам'янець-Подільського педагогічного інституту.
Після закінчення працював вчителем у Кузьмині, на Городоччині. Через рік перевівся в Ярмолинці, спочатку працював завучем, потім директором школи.
З 1979 року Антоно Рафаїлович створив і відкрив новий у районі заклад Міжшкільний навчально-виробничий комбінат (МНВК), у 2001 р. — при МНВК загальноосвітній заклад нового типу — ліцей. В ліцеї впроваджено нові програми і використовуються новітні технології навчання.
У 2006 році технологічний ліцей став лауреатом Всеукраїнського конкурсу «100 кращих шкіл України», в номінації «Школа сучасних освітніх технологій»; здобув у спільному проекті Міністерства освіти і науки України та Світового банку «Рівний доступ до якісної освіти».
Антон Рафаїлович є переможцем X виставки педагогічних інновацій та передового досвіду «Освіта Хмельниччини на шляхах реформування» (2005 р.).
Він видав окремими виданнями п'ять книжок на краєзнавчу тематику:
- «Життя прожити» (2003);
- «Технологічний ліцей: пошуки, становлення, знахідки» (2004);
- «25 років профорієнтаційного шляху» (2005);
- «Учитель. Горде і славне звання» (2006);
- «Ярмолинці і ми» (2007).

## Нагороди
В 1986 році Антон Козак отримав нагороду «Відмінник народної освіти УРСР». За підготовку більше 7 тисяч випускників робітничих професій і активну життєву позицію в 2007 році Міністр освіти і науки вручив нагрудний знак «Антон Макаренко», окрім цього отримав більше 2-х десятків грамот різного рівня.
У 2008 році Антон Рафаїлович побував на Міжнародній науковій конференції в Ізраїлі.
В 2009 році вийшла друком шоста книга Антона Рафаїловича «Коротке життя єврейської освіти на Ярмолинеччині», яка розпочинає проект з історії освіти Ярмолинеччини.

## Твори
1. Козак А. 25 років профорієнтаційного шляху. — Ярмолинці, 2005. — 116 с.
2. Козак А. Життя прожити: нариси. — Хмельницький, 2003. — 96с.
3. Козак А. Коротке життя єврейської освіти на Ярмолинеччині. — Хмельницький, 2009. — 88 с.
4. Козак А. Учитель. Горде і славне звання. — Ярмолинці, 2006. — 124 с.
5. Козак А. Ярмолинці і ми.. — Хмельницький, 2008. — 56 с.